# Sabine Schrader
Sabine Schrader (* 1965) ist eine deutsche Romanistin.

## Werdegang
Nach einem Studium der Romanistik, Geschichte und Philosophie/Pädagogik in Göttingen, Venedig und Köln promovierte Schrader 1998 in Köln mit einer Arbeit zum homosexuellen Diskurs in französischen Autobiographien des 20. Jahrhunderts. Von 1999 bis 2005 war sie Wissenschaftliche Assistentin am Institut für Romanistik in Leipzig, wo sie sich 2006 habilitierte. Von 2006 bis 2009 forschte Schrader an der TU Dresden auf einer eigenen Stelle (DFG) zum Schreiben gegen den nationalen Kanon in der italienischen Moderne. Seit 2009 ist sie Universitätsprofessorin für romanische Literatur- und Kulturwissenschaften an der Universität Innsbruck. Sie ist Mitglied der Forschungsstelle Queery/ing Popular Culture.

## Forschungsschwerpunkte
Ihre Forschungsschwerpunkte, die auch nachhaltig in die universitäre Lehre miteinfließen, sind Literaturwissenschaft auf medien-/kulturwissenschaftlicher Basis (Medien- und Intermedialitätstheorie, Literatur und Malerei, Film/neue Medien, Film- und Fernsehgeschichte, transkulturelles Kino, Europäische Fernsehserien), Kanonisierungsprozesse (Modernekonzepte in Frankreich, Deutschland und Italien, Literatur der Romania zwischen nationalem, europäischen und globalem Selbstverständnis) sowie Gender und Queer Studies (Selbstpraktiken in Literatur und Film, queres Kino und Festivals, Quere Interventionen in der Populärkultur). Außerdem Transkulturalität, Kulturwissenschaft, Medienwissenschaft und Medienanalyse.

## Publikationen (Auswahl)

### Monographien
- „Mon cas n’est pas unique“. Der homosexuelle Diskurs in französischen Autobiographien des 20. Jahrhunderts. Metzler, Stuttgart 1999, ISBN 3-476-45215-8.
- „Si gira!“ – Literatur und Film in der Stummfilmzeit Italiens. Winter, Heidelberg 2007, ISBN 3-8253-5360-5.
- La Scapigliatura. Schreiben gegen den nationalen Kanon. Winter, Heidelberg 2013, ISBN 978-3-8253-7360-3.

### Mit-Herausgeberschaften
- mit Natasha Bianco und Antonio Salmeri: Aufbruch und Gewalt. Klassiker der Romania der 1960 und 1970er Jahre. Schüren, Marburg 2024, ISBN 978-3-7410-0474-2.
- mit Stella Lange: Intermediality and Media Reflexivity in Italian Cinema of Migration. In: Special Issue: Studies in European Cinema Vol. 20/2. S. 117–121. 27. April 2023.
- mit Daniel Winkler: Neapel. Die poröse Stadt als intermediale Bühne. In: Zibaldone 72. 2021.